# Теорије завере о смрти Адолфа Хитлера
Теорије завере о смрти Адолфа Хитлера, настале су недуго након што је Адолф Хитлер, диктатор Немачке у периоду од 1933. до 1945. починио самоубиство у свом Фирербункеру (Führerbunker), 30. априла 1945. Теорије су потекле из Совјетског Савеза и према већини њих, Хитлер и његова супруга — Ева Браун, преживели су и побегли из Берлина, а неки тврде да су отишли у Јужну Америку. У послератним годинама, ФБИ и ЦИА су истраживали неке од извештаја, али им нису веровали. Откриће из 2009. да је лобања у совјетским архивама за коју се дуго тврдило да је Хитлерова, заправо припадала жени, помогло је да се подстакну теорије завере.
Иако су тврдње биле изложене у популарној култури, историчари и научни стручњаци их сматрају оповргнутим маргиналним теоријама. Очевици, као и Хитлерови зубни остаци, према научницима, потврдили су да је умро у свом берлинском бункеру 1945.

## Позадина
Адолф Хитлер, нацистички вођа и диктатор Немачке у периоду од 1933. до 1945. починио је самоубиство 30. априла 1945. године, након што је постало јасно да ће изгубити битку за Берлин, што је значило крај Другог светског рата у Европи. Према претходном Хитлеровим писменим и усменим упутствима, тог поподнева њихови остаци су однесени уз степенице и кроз излаз за нужду бункера у башту Рајх канцеларије, где су поливени бензином и спаљени. Вест о Хитлеровој смрти објављена је на њемачком радију следећег дана, 1. маја.
Очевици који су видели Хитлерово тело непосредно након његовог самоубиства, сведочили су да је он умро од метка, за који је утврђено да га је испалио себи у слепоочницу. Ото Гинше, који је руковао са оба тела, сведочио је да, иако је Браун снажно мирисала на спаљене бадеме, што је индикација тровања цијанидом, није било таквог мириса на Хитлеровом телу, које је мирисало на барут. Зубни остаци извађени из земље у башти су упоређени са Хитлеровим стоматолошким картонима у мају 1945. године, а касније је потврђено да су остаци зуба Хитлерови. Након опсежног прегледа, Западна Немачка је издала смртовницу 1956. године.

## Порекло теорије
Наратив да Хитлер није извршио самоубиство, већ је побегао из Берлина, први пут је широј јавности изнео маршал Георгиј Жуков на конференцији за штампу 9. јуна 1945, по наређењу совјетског лидера Јосифа Стаљина. Тог месеца, 68% анкетираних Американаца мислило је да је Хитлер још увек жив. Упитан на Потсдамској конференцији у јулу 1945. како је Хитлер умро, Стаљин је рекао да или живи „у Шпанији или Аргентини“. У јулу 1945. британске новине су поновиле коментаре једног совјетског официра да су Совјети открили угљенисано тело које су открили и описали га као „веома сиромашног двојника“. Америчке новине су такође понављале сумњиве цитате, као што је команданта руског гарнизона у Берлину, који је тврдио да се Хитлер „сакрио негде у Европи“. Ова дезинформација, коју је пропагирала Стаљинова влада је преживела и била одскочна даска за разне теорије завере, упркос званичном закључку западних сила и консензусу историчара да се Хитлер убио 30. априла 1945. године. Чак је изазвао мање оживљавање нацизма током савезничке окупације Немачке.
Октобра 1945. новине France-Soir су цитирале Ота Абеца, нацистичког амбасадора у Вишијској Француској током Другог светског рата, који је рекао да Хитлер није мртав. Прва детаљна истрага западних сила почела је у новембру након што је Дик Вајт, тадашњи шеф контраобавештајне службе у британском сектору у Берлину, натерао њиховог агента Хјуа Тревора-Ропера да истражи ствар како би се супротставио совјетским тврдњама. Његови налази да су Хитлер и Браун умрли самоубиством у Берлину су написани у извештају 1946. године, а објављени у књизи следеће године. У вези са овим случајем, Тревор-Ропер је размишљао, „жеља да се измишљају легенде и бајке… је (већа) од љубави према истини“. Априла 1947. 45% анкетираних Американаца мислило је да је Хитлер још увек жив.
Године 1946, амерички рудар и баптистички проповедник по имену Вилијам Хенри Џонсон почео је да шаље серију писама под псеудонимом „Крзнар бр. 1“, тврдећи да је живи Хитлер и да је побегао са Брауном у Кентаки. Тврдио је да се копају тунели до Вашингтона и да ће ангажовати војске, нуклеарне бомбе и невидљиве свемирске бродове да заузму свемир. Џонсон је успео да прикупи до 15.000 долара (преко 140.000 долара у валути 2020. године), обећавајући узвишене подстицаје својим присталицама, пре него што је средином 1956. ухапшен под оптужбом за превару преко поште.
У марту 1948. новине широм света објавиле су извештај бившег немачког поручника Артура Ф. Мекензена, који је тврдио да су 5. маја 1945. (током совјетског бомбардовања Берлина) он, Хитлер, Браун и Мартин Борман тенковима побегли из Фиреровог бункера. Група је наводно летела са аеродрома Темпелхоф у Тондерн, у Данској, где је Хитлер одржао говор и одлетео са Брауновом до обале. У издању италијанског часописа Темпо из маја 1948. године, аутор Емил Лудвиг је написао да је двојник могао бити кремиран уместо Хитлера, што му је омогућило да побегне подморницом у Аргентину. Председавајући судија на суђењу Ајнзацгрупен у Нирнбергу Мајкл Мусмано је у својој књизи из 1950. написао да су такве теорије „отприлике толико рационалне да кажу да су Хитлера однели анђели“, наводећи недостатак доказа, потврду о Хитлеровим зубним остацима и чињеница да је Лудвиг изричито игнорисао присуство сведока у бункеру. У свом оповргавању Мекензеновог извештаја, Мусмано Мајкл цитира следећу његову причу, у којој је поручник наводно одлетео 9. маја у Малагу, у Шпанији, када га је напало 30 ловаца изнад Марсеја (иако је рат завршен у Европи), наводно убивши свих 33 путника осим себе.
Од 1951. до 1972. године, амерички часопис у стилу таблоида, објавио је серију прича у којима се тврдило о Хитлеровом опстанку. Недоказане оптужбе укључују да је Хитлер зачео децу са Брауновом око касних 1930-их, да је он заправо био у врхунском физичком здрављу на крају Другог светског рата и да је побегао на Антарктик или Јужну Америку. Пишући за овај часопис, амерички обавештајац Вилијам Ф. Хајмлих је тврдио да крв пронађена на Хитлеровој софи не одговара његовој крвној групи.
После деценија других контрадикторних извештаја, совјетски новинар Лев Безименски је 1968. објавио своју књигу Смрт Адолфа Хитлера. Укључује наводни извештај совјетске аутопсије у којем се закључује да је Хитлер умро од тровања цијанидом, упркос томе што није забележена дисекција унутрашњих органа која би то потврдила и изјаве очевидаца који говоре супротно. Безименски тврди да обдукциони извештаји нису објављени раније „у случају да неко покуша да се увуче у улогу 'Фирера спасеног чудом'”. Касније је признао да се понашао као „типични партијски пропагандиста” и намеравао је да „наведе читаоца до закључка да је [пуцањ] био сан или полуизум и да је Хитлер заправо сам себе отровао.“ Западни историчари су навелико исмевали тврдње књиге.
Историчар Ричард Џ. Еванс је написао:
"За неке на крајњој десници изгледа незамисливо да је [Хитлер] умро тако кукавном и срамотном смрћу. … У неким случајевима, заговорници Хитлеровог опстанка имају јаке везе са неонацистичком сценом, или издају антисемитска уверења, или су повезани са организацијама за надмоћ белаца у САД које Хитлера сматрају инспирацијом за своје активности. … Неке маргиналне групе које пружају различите облике 'алтернативног' знања, као што су окултисти или НЛО ентузијасти, изгледа мисле да ће им повезивање њихових веровања са Хитлером привући пажњу. Дакле, у неким верзијама мита о преживљавању, Хитлеров бекство је постигнуто окултним средствима, или је укључивало његово путовање до тајне нацистичке базе летећих тањира испод антарктичког леда."

## Докази
Крајем 1945. Стаљин је наредио другу комисију да истражи Хитлерову смрт, делимично да истражи гласине о Хитлеровом бегу. Дана 30. маја 1946. пронађен је део лобање, наводно у кратеру где су ексхумирани Хитлерови остаци. Састоји се од дела потиљачне кости и дела обе паријеталне кости. Скоро комплетна лева паријетална кост има рупу од метка, очигледно излазну рану. Године 2009. археолог и специјалиста за кости Ник Белантони са Универзитета Конектикат прегледао је фрагмент лобање за који су совјетски званичници веровали да је Хитлеров. Према Белантонију, "кост је деловала веома танко" за мушкарца и "шавови где се плоче лобање спајају изгледало су као да одговарају некоме млађем од 40 година". Мали комад одвојен од лобање је ДНК тестиран, као и крв са Хитлерове софе. Утврђено је да је лобања женска — која је обезбеђивала храну за теоретичаре завере — док је потврђено да крв припада мушкарцу.
Ни бивши совјетски ни руски званичници нису тврдили да је лобања главни доказ, већ су навели фрагменте кости вилице и два зубна моста пронађене у мају 1945. Предмети су показани двојици сарадника Хитлеровог личног зубара Хуга Блашка: његовој асистенткињи Кети Хојзерман и дугогодишњи зубном техничару Фрицу Етману. Они су потврдили да су зубни остаци били Хитлерови и Евини. Према Ади Петровој и Питеру Вотсону, Хју Томас је оспорио ове остатке зуба у својој књизи из 1995. године, али је такође спекулисао да је Хитлер вероватно умро у бункеру након што га је задавио његов собар Хајнц Линге. Они су приметили да „чак и др Томас признаје да нема доказа који подржавају“ ову теорију. Ијан Кершо је написао да „теорије Хјуа Томаса… да је Хитлера задавио Линге и да спаљено женско тело није тело Еве Браун, која је побегла из бункера, припадају земљи бајки.“ Године 2017, француски форензички патолог Филип Шарлиер потврдио је да су зуби на једном од фрагмената кости вилице у „савршеном слагању“ са рендгенским снимком снимљеним Хитлером 1944. године. Ово истраживање зуба француског тима показало је да су зубни остаци дефинитивно Хитлерови зуби. Према Шарлијеру, "Нема могуће сумње. Наша студија доказује да је Хитлер умро 1945. [у Берлину]."
Документи ФБИ-а са којих је скинута ознака поверљивости нацистичким Законом о откривању ратних злочина из 1998. године, који је почео да се објављује на интернету почетком 2010-их, садрже известан број наводних виђења Хитлера у Европи, Јужној Америци и Сједињеним Државама, неке од који тврде да је променио изглед пластичном хирургијом или бријањем бркова. Иако су неки значајни појединци спекулисали да је Хитлер могао преживети, укључујући генерала војске Двајта Д. Ајзенхауера и поручника Џона Ф. Кенедија средином 1945. године, документи наводе да наводна виђења Хитлера не би могла бити верификована. Ричард Џ. Еванс примећује да је ФБИ био дужан да документује такве тврдње без обзира на то колико су „погрешне или поремећене“ биле.

## Аргентина
Неки радови тврде да Хитлер и Браун нису извршили самоубиство, већ су заправо побегли у Аргентину.
Декласификовани документ ЦИА од 3. октобра 1955. извештава о тврдњама самопроглашеног бившег немачког СС војника по имену Филип Ситроен да је Хитлер још увек жив и да је „напустио Колумбију и отишао у Аргентину око јануара 1955.“. Уз документ је била приложена наводна фотографија Ситроена и особе за коју је тврдио да је Хитлер; на полеђини фотографије писало је "Адолф Шутелмајор" и година 1954. У извештају се такође наводи да ни контакт који је пријавио његове разговоре са Ситроеном, ни станица ЦИА нису били "у позицији да дају интелигентну процену информација". Надређени шефови станице су му рекли да би се „на ову ствар могли уложити огромни напори уз далеке могућности да се било шта конкретно утврди“, а истрага је обустављена.
Књига Сиви вук: Бекство Адолфа Хитлера из 2011. британских аутора Сајмона Данстана и Џерарда Вилијамса, и документарни филм Вилијамса из 2014. заснован на њој, сугеришу да је одређени број подморница однео одређене нацисте и нацистички плен у Аргентину, где је нацисте подржавао будући председник Хуан Доминго Перон, који је са супругом „Евитом“ већ неко време примао новац од нациста. Како се наводи у тврдњама које је примио ФБИ, Хитлер је наводно стигао у Аргентину, прво одсевши у Хасијенди Сан Рамон (источно од Сан Карлос де Барилоче) а затим се преселио у вилу у баварском стилу у Иналку, удаљеном и једва доступном месту у северозападни крај језера Нахуел Хуапи, близу границе са Чилеом. Наводно, Ева Браун је напустила Хитлера око 1954. и преселила се у Неукуен са њиховом ћерком Урсулом а Хитлер је умро у фебруару 1962. године.
Ову теорију о Хитлеровом бекству у Аргентину одбацили су историчари, укључујући Гаја Волтерса. Он је описао Данстанову и Вилијамсову теорију као "смеће", додајући: "Уопште нема никакве суштине. Она се позива на обмануте фантазије теоретичара завере и нема никаквог места у историјским истраживањима." Волтерс је тврдио да "једноставно је немогуће поверовати да толико људи може тако прећутати превару тако великих размера“, и каже да ниједан озбиљан историчар не би причи дао никакав кредибилитет. Историчар Ричард Еванс има много сумњи у вези са књигом и каснијим филмом. На пример, он примећује да је прича о Урсули само „доказ из друге руке без идентификације или поткрепљења.“ Еванс такође примећује да су Данстан и Вилијамс у великој мери користили књигу Hitler murió en la Argentina аутора Мануела Монастериа, који је касније признао да је укључивао измишљене 'чудне разлоге' и спекулације. Еванс тврди да Монастеријеву књигу не треба сматрати поузданим извором. На крају, Еванс одбацује Хитлерове приче о преживљавању као „фантазије“.
Истражитељи серије Лов на хитлера на телевизији History (2015–2018) тврде да су пронашли документе са којих је скинута тајност и да су интервјуисали сведоке који указују на то да је Хитлер побегао из Немачке и отпутовао у Јужну Америку подморницом. Он и други нацисти су тада наводно сковали "четврти рајх". Такве теорије завере о преживљавању и бекству су нашироко одбачене. Контрадикторно, 2017. године је серијал похваљен од стране таблоидног листа National Police Gazette, који је историјски био присталица маргиналне теорије, док је позивао Русију да дозволи да се Хитлерова кост вилице тестира на ДНК. Представљен у серији као стручњак за Други светски рат, аутор Џејмс Холанд је објаснио да је „[ја] био веома опрезан да никада на филму не споменем да сам мислио да су Хитлер или Борман побегли. Зато што нису.“